# Mitla
Mitla é uma localidade do estado de Oaxaca, México, famosa pelas suas construções pré-colombianas. Situa-se a cerca de quarenta quilômetros de Oaxaca de Juárez. À chegada dos conquistadores espanhóis, Mitla era o centro habitado mais importante de Oaxaca.

## A Mitla actual
O nome oficial da localidade é San Pablo Villa de Mitla. No censo de 1990 tinha pouco mais de sete mil habitantes. A maior parte das construções pré-colombianas situa-se na parte norte da localidade. Tem um grande mercado ao ar-livre e um pequeno museu.

## Mitla pré-colombiana
As evidências arqueológicas mostram a ocupação do local em 500 a.C., no entanto a construção mais antiga data de cerca do ano 200. Parte da Mitla actual foi construída sobre a Mitla pré-colombiana, da qual permanecem cinco grupos distintos, sendo os dois principais o Grupo das Colunas e o Grupo da Igreja, denominado assim por encontrar-se no edifício da atual igreja. Ambos possuem uma arquitetura similar, composta por pátios rodeados de aposentos.
Sob os edifícios se encontraram muitas tumbas. São notáveis a decoração com motivos geométricos feitos com mosaicos de pedra, bem como as pinturas que decoram os dintéis com fundos e desenhos de cor vermelha dos edifícios do chamado Grupo da Igreja.
Como forma de diminuir a competição das crenças locais com o esforço de catolicização levado a cabo pelos espanhóis, estes construiram uma igreja sobre um antigo templo.
Essa cidade cerimonial é de origem Zapoteca, mas quando teve lugar a conquista espanhola, nas primeiras décadas do século XVI, se encontrava sob domínio Mixteco. Adquiriu sua importância máxima em 1300.